# Ганс Йонас
Ганс Йонас (10 травня 1903, Менхенгладбах — 5 лютого 1993, Нью-Рошелл, штат Нью-Йорк) — німецький і американський філософ-екзистенціаліст.

## Життєпис
Батько — власник текстильної фабрики, мати — дочка рабина. Вивчав філософію, юдаїки, історію релігій у Фрайбурзі, Берліні, Гейдельберзі, захистив докторську дисертацію про поняття гнозис в Марбурзі. Його викладачами були Гуссерль, Гайдеггер, Бультман. Познайомився з Лео Штраусом, Г. Г. Гадамером, подружився з Ханною Арендт.
У 1933, після зближення Гайдеггера з нацизмом, емігрував до Великої Британії, в 1934 переїхав до Палестини. У 1940 повернувся до Європи, брав участь у Другій світовій війні в лавах британської армії. Його мати загинула в Аушвіці в 1942. Дізнавшись про це в кінці війни, Йонас відмовився жити в Німеччині, повернувся в Палестину, солдатом ізраїльської армії брав участь у війні Ізраїлю за незалежність (1948). Викладав в Єврейському університеті.
У 1949 переїхав до Канади. Вивчав біологію, познайомився з Берталанфі, викладав в Оттаві (1950—1955), потім перебрався до США. Професор Нової школи соціальних досліджень в Нью-Йорку (1955—1976). У 1964 в декількох публічних виступах в США і Європі піддав різкій критиці позицію Гайдеггера в роки нацизму. У 1982—1983 — запрошений професор в Мюнхенському університеті. Читав також в Прінстоні, Колумбійському університеті, Чикаго.